# Bremermühle
Bremermühle ist ein Gemeindeteil der Gemeinde Bindlach im Landkreis Bayreuth (Oberfranken, Bayern). Bremermühle liegt in der Gemarkung Ramsenthal.

## Geografie
Die Einöde bildet mit Heinersgrund im Westen eine geschlossene Siedlung. Diese liegt am Bremermühlbach, der etwas weiter nordöstlich als linker Zufluss in die Trebgast mündet. Die Kreisstraße BT 14 führt nach Ramsenthal zur Staatsstraße 2183 (0,7 km nordöstlich) bzw. nach Hauenreuth (0,7 km südwestlich). Eine Gemeindeverbindungsstraße führt nach Pferch (1,9 km südlich).

## Geschichte
Bremermühle gehörte zur Realgemeinde Ramsenthal. Gegen Ende des 18. Jahrhunderts bestand Bremermühle aus einem Anwesen. Die Hochgerichtsbarkeit stand dem bayreuthischen Stadtvogteiamt Bayreuth zu. Das Hofkastenamt Bayreuth war Grundherr der Mühle.
Von 1797 bis 1810 unterstand der Ort dem Justiz- und Kammeramt Bayreuth. Mit dem Gemeindeedikt wurde Bremermühle dem 1812 gebildeten Steuerdistrikt Ramsenthal und der zugleich gebildeten Ruralgemeinde Ramsenthal zugewiesen. Am 1. Mai 1978 wurde Bremermühle nach Bindlach eingemeindet.

### Baudenkmäler
- Haus Nr. 1: Mühle[8]

### Einwohnerentwicklung
| Jahr      | 001819 | 001822 | 001861 | 001871 | 001885 | 001900 | 001925 | 001950 | 001961 | 001970 | 001987 |
| Einwohner | *      | 6      | 9      | 10     | 6      | 9      | 8      | 5      | 3      | 6      | 6      |
| Häuser    |        | 1      |        |        | 1      | 1      | 1      | 1      | 1      |        | 2      |
| Quelle    | [ 10 ] | [ 6 ]  | [ 11 ] | [ 12 ] | [ 13 ] | [ 14 ] | [ 15 ] | [ 16 ] | [ 17 ] | [ 18 ] | [ 1 ]  |

## Religion
Bremermühle ist evangelisch-lutherisch geprägt und nach St. Bartholomäus (Bindlach) gepfarrt.